# Собинова-Кассиль, Ирина Львовна
Ирина Львовна Со́бинова-Касси́ль (род. 27 июня 1948, Москва) — советский и российский режиссёр мультипликационных фильмов и художник-мультипликатор.

## Биография
Ирина Львовна Собинова-Кассиль родилась в семье писателя Льва Кассиля и дочери оперного певца Леонида Собинова Светланы Леонидовны.
В 1967—1973 годах училась во ВГИКе.

С 1973 года — художник-мультипликатор на киностудии «Союзмультфильм».

С 1991 года — работает на киностудии анимационных фильмов «Стайер» в кукольной мультипликации.
Бывший муж — фотограф Валерий Плотников.
Брат — реаниматолог, доктор медицинских наук, профессор Владимир Львович Кассиль, заслуженный деятель науки Российской Федерации. Дядя — журналист, писатель, литературный критик Иосиф Абрамович Кассиль (1908—1938).

## Фильмография

### Режиссёр
1. 1977 — Старый дом
2. 1981 — Сказка о глупом мышонке

### Художник-постановщик
1. 1974 — Шоколад в цветной фольге[2]
2. 1974 — За покупками в универмаг «Гостиный Двор»[2]

### Художник-мультипликатор
1. 1975 — Маяковский смеётся
2. 1975 — Наша няня
3. 1975 — Поезд памяти
4. 1976 — Ночь весны
5. 1976 — Зайка-зазнайка
6. 1976 — Петя и волк
7. 1976 — 38 попугаев
8. 1977 — Старый дом
9. 1979 — 38 попугаев. Завтра будет завтра
10. 1979 — 38 попугаев. Зарядка для хвоста
11. 1979 — Пер Гюнт
12. 1979 — Последние волшебники
13. 1979 — С кого брать пример
14. 1980 — Разлучённые
15. 1981 — Ёжик плюс черепаха
16. 1982 — Боцман и попугай (выпуск 1)
17. 1983 — Боцман и попугай (выпуск 2)
18. 1983 — Конфликт
19. 1983 — Чебурашка идёт в школу
20. 1984 — Заячий хвостик
21. 1984 — Тяп-ляп, маляры
22. 1985 — Падающая тень
23. 1985 — Рыжая кошка
24. 1985 — Брэк!
25. 1986 — Банкет
26. 1986 — Боцман и попугай (выпуск 5)
27. 1986 — Одинокий рояль
28. 1987 — Выкрутасы
29. 1987 — Освобождённый Дон Кихот
30. 1987 — Брак
31. 1988 — Как прекрасно светит сегодня луна
32. 1988 — Карпуша
33. 1988 — Летели два верблюда
34. 1989 — Музыкальный магазинчик
35. 1990 — Серый волк энд Красная Шапочка
36. 1995 — Кот в сапогах
37. 1998 — Чуча
38. 2001 — Чуча-2
39. 2004 — Чуча-3
40. 2010 — Гадкий утёнок
41. 2013 — Три мелодии

### Куклы и декорации
1. 1998 — Чуча

### Озвучивание
1. 1981 — Сказка о глупом мышонке (читает текст)

### Монтажёр
1. 1995 — Кот в сапогах
2. 1998 — Чуча
3. 2000 — Адажио
4. 2013 — Три мелодии